# (9346) Fernandel
Pour les articles homonymes, voir Fernandel (homonymie).
(9346) Fernandel est un astéroïde de la ceinture principale.

## Description
(9346) Fernandel est un astéroïde de la ceinture principale. Il fut découvert par Eric Walter Elst le 4 septembre 1991 à l'observatoire de La Silla. Il présente une orbite caractérisée par un demi-grand axe de 2,42 UA, une excentricité de 0,174 et une inclinaison de 3,2° par rapport à l'écliptique.
Il fut nommé en hommage à l'acteur Fernand Joseph Désiré Contandin, connu sous son nom de scène Fernandel (1903-1971), qui réalisa le film inoubliable La Vache et le Prisonnier en 1959, dans lequel il a pour partenaire la vache Marguerite. Il a aussi créé le personnage de Don Camillo, basé sur l'œuvre de Giovanni Guareschi.

## Compléments